# استیو دث
استیو دث (انگلیسی: Steve Death؛ ۱۹ سپتامبر ۱۹۴۹ – ۲۶ اکتبر ۲۰۰۳) بازیکن فوتبال اهل بریتانیا بود.
از باشگاه‌هایی که در آن بازی کرده‌است می‌توان به باشگاه فوتبال وستهام یونایتد و باشگاه فوتبال ردینگ اشاره کرد.